# Època contemporània a València

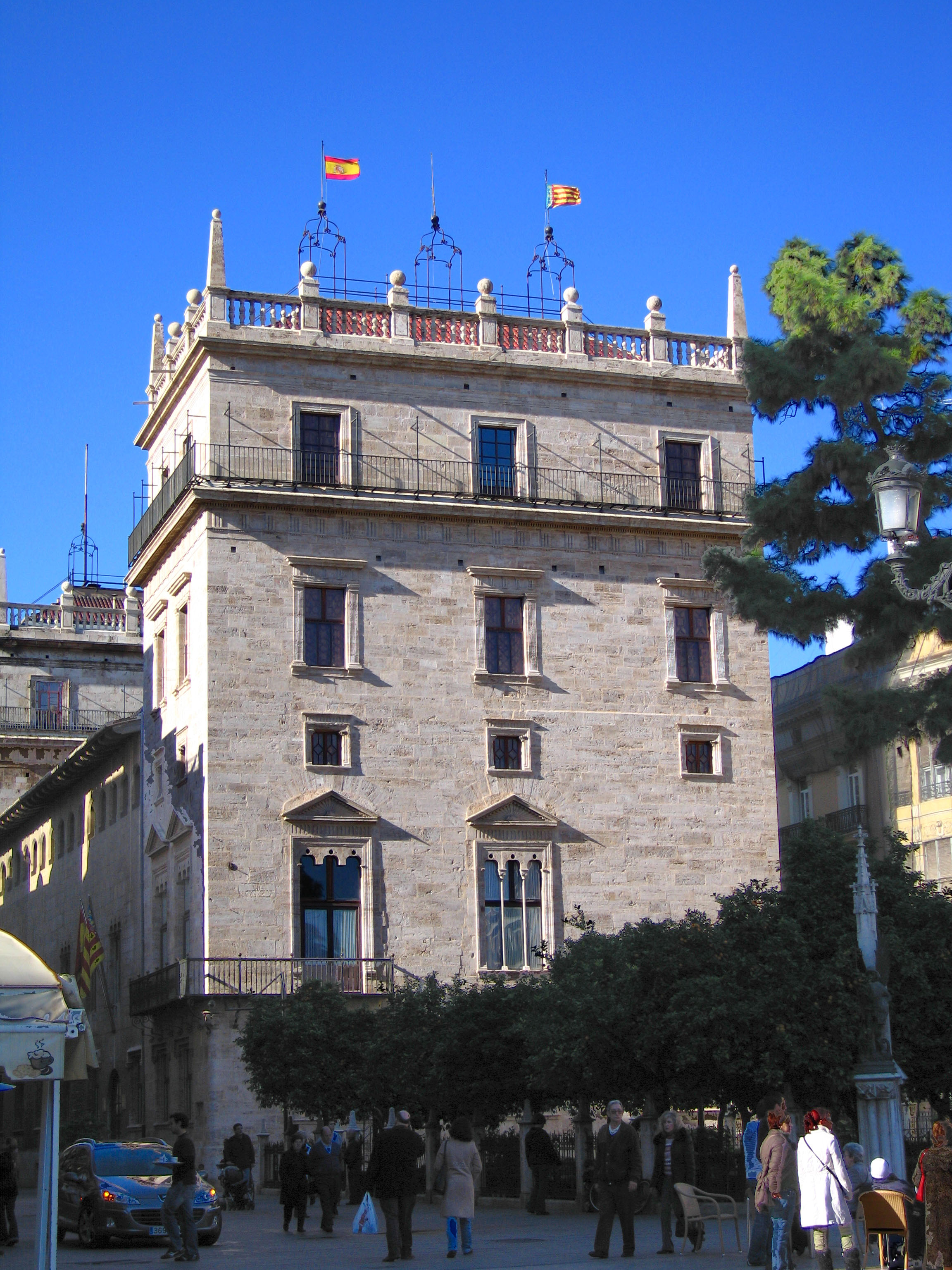
Palau de la Generalitat. Símbol de la recuperació de l'autogovern al País Valencià. Seu de la Generalitat Valenciana des del 1978

A la mort del general Franco el 1975, es va iniciar el procés de transició democràtica i el posterior de transferència de competències al País Valencià. Això no obstant, la nit del 23 de febrer de 1981 van estar a punt de truncar-se aquests dos per la temptativa colpista que, des de València, va liderar el capità general Milans del Bosch, afortunadament fracassada. La democràcia va propiciar la recuperació de la llengua i la cultura valenciana, encara que no es va poder evitar certa crispació social a l'entorn dels símbols (conegut com la Batalla de València).
En les dues últimes dècades València ha canviat de cara. Projectes emblemàtics, com el jardí del Túria, l'IVAM, el palau de la Música o el de Congressos, el metro, o la Ciutat de les Arts i les Ciències, han creat una nova imatge per a la ciutat i han atret cada dia més i més turistes.2019
Durant la dècada de 1990, la ciutat va tindre canvis importants i alhora mesurats, iniciats en la dècada de 1980. Mentre que durant la dècada següent, va tindre canvis importants desmesurats. El creixement urbà es va caracteritzar per ser injustificat i insostenible econòmicament i ecològicament i consistir en una arquitectura-espectacle que genera plusvàlues opaques que no beneficien a la ciutadania ni a les arques municipals.
El 2006, València patí el pitjor accident de tren de la història, amb 43 persones mortes i 46 ferides. Aquesta tragèdia coincidia amb la visita del papa Benet XVI a la ciutat.
Des del 1991 Rita Barberà (del Partit Popular de la Comunitat Valenciana) fou l'alcaldessa, sent vençuda a les eleccions municipals del 2015 pel candidat de Compromís Joan Ribó, amb el suport del PSPV i València en Comú. Aquest nou govern, anomenat Govern de la Nau o Tripartit de la Nau per haver-se signat el pacte a la Universitat de la Nau. Les pretensions del govern de l'equip de govern consistiren a ampliar les zones de vianants, construir carrils per a bicicletes, posar fi al clientelisme de les Falles de València, fomentar el turisme i garantir ajudes i rentes bàsiques per a persones vulnerables.
L'abril de 2017 l'alcalde criticà molt negativament els Pressupostos Generals de l'Estat en relació amb València afirmant que discriminen la ciutat. Els PGE no donen cap inversió al Metro de València mentre que sí en donen a Màlaga, Madrid, Sevilla i Barcelona. Davant un canvi dels PGE presentat per Compromís al Congrès dels Diputats, aquesta va ser tombat pels vots en contra de Ciudadanos, el Partit Popular, el Partit Nacionalista Basc, Coalición Canaria i Nueva Canaria. Eixe any, València en Comú tingué una dissidència amb els socis del Govern de la Nau per les estratègies urbanístiques com el Parc Central de València.
L'agost de 2018 l'empresa estatunidenca Lime va posar un servei de patinets elèctrics a la ciutat de València que incomplien l'ordenança de la via pública. Una setmana després l'Ajuntament va decidir que ordenaria les retiraren.
El novembre de 2018 l'Ajuntament va complir el Pla d'Ajustament que obligava el Ministeri d'Hisenda a les administracions locals amb factures per pagar. El Pla d'Ajustament va ser complit tres anys abans d'allò previst. Eixe mateix mes, el Pacte de la Nau va aprovar amb els vots en contra de l'oposició (Partit Popular i Ciutadans) els Pressupostos per al 2019.